# Wohn- und Wirtschaftsgebäude Heudorfer Straße 6
Das Wohn- und Wirtschaftsgebäude Heudorfer Straße 6 in der niedersächsischen Gemeinde Worpswede, Ortsteil Heudorf, stammt vom Ende des 18. Jahrhunderts. Aktuell (2025) wird es auch zum Wohnen und gewerblich genutzt.
Das Gebäude steht unter Denkmalschutz. Siehe auch Liste der Baudenkmale in Worpswede.

## Geschichte und Beschreibung
Worpswede im Teufelsmoor wurde 1218 erstmals als Besitz des Klosters Osterholz erwähnt. Heudorf wurde 1759 im Rahmen der Moorkolonisierung des Teufelsmoores gegründet.
Das eingeschossige giebelständige Zweiständer-Hallenhaus in Rasterfachwerk mit Steinausfachungen, reetgedecktem Krüppelwalmdach mit Schleppgauben, Niedersachsengiebel, Uhlenloch, Pferdeköpfen und Grooter Door mit Korbbogen wurde um 1790 gebaut. Das Dach am Wirtschaftsgiebel ist tiefer als am Wohngiebel.
Das Landesdenkmalamt befand u. a.: „… ein regionstypisches Hallenhaus …“